# یارگو (کومبیسیری)
یارگو شهری در شهرستان کومبیسیری در استان بازگا در بورکینافاسوی مرکزی است و جمعیت آن ۸۸۷ نفر است.